# Romhány
Romhány (szlovákul: Romháň) község Nógrád vármegyében, a Rétsági járásban.

## Fekvése
A megye nyugati felében fekszik, a Cserhát dombjai között. A legközelebbi város a mindössze 10 kilométerre fekvő Rétság, míg a főváros és a megyeszékhely (Salgótarján) egyaránt körülbelül 70-70 kilométer távolságra fekszik.
Különálló településrésze a központjától mintegy 4 kilométerre nyugatra található, ma már teljesen néptelen Világospuszta.
A közvetlenül határos települések: észak felől Szátok, kelet felől Kétbodony, délkelet felől Legénd, dél felől Alsópetény, délnyugat felől Felsőpetény, nyugat felől Bánk, északnyugat felől pedig Tereske.

### Megközelítése
Csak közúton érhető el, a Bánktól Nógrádkövesdig húzódó 2116-os, vagy az Érsekvadkerttől Szátokon át idáig vezető 2117-es úton. Egykor fontos alsóbbrendű útja lehetett még az itteni kerámiaüzemet és vasútállomást kiszolgáló 21 326-os számú mellékút.
Budapestről a legegyszerűbben a 2-es főúton közelíthető meg, Rétság utáni letéréssel, bő egy óra alatt.
Korábban itt volt a Diósjenő–Romhány-vasútvonal végállomása, de a vonalon 2007-ben megszűnt a személyszállítás.

## Története
Romhány Árpád-kori település. Nevét már 1200-as években említette oklevél. Neve a német Ruhmann személynévből ered.
Romhány eredetileg két külön település volt: Kisromhány és Nagyromhány néven.
Az 1598-as összeíráskor még két falu szerepelt, és mindkettő a Bornemisza család birtoka volt. Nagy-Romhány György, Kis-Romhány pedig Miklós birtoka volt.
Az 1633 évi adóösszeírásban azonban már csak egy Romhány nevű település szerepelt.
A falu egykor a Lókos-patak déli részén, a dombon terült el, itt még az 1800-as években is láthatók voltak a kastély és a templom romjai.
Határában vívták 1710. január 22-én a Rákóczi-szabadságharc egyik utolsó csatáját, amelyben a kuruc–lengyel–svéd–francia sereg még egyszer megpróbált győzelmet kiharcolni, de nem sikerült.

## Közélete

### Polgármesterei
- 1990–1994: Hajzsel Ferenc (független)[5]
- 1994–1998: Tolnai János (KDNP-FKgP-SZDSZ-Fidesz)[6]
- 1998–2002: Tolnai János (független)[7]
- 2002–2006: Tolnai János (független)[8]
- 2006–2010: Terman István (független)[9]
- 2010–2014: Terman István (független)[10]
- 2014–2019: Vezér Attila (Fidesz-KDNP)[11]
- 2019–2024: Vezér Attila (független)[12]
- 2024– : Turi Tímea (független)[1]

## Népesség
A település népességének változása:
| Lakosok száma | 2127 | 2106 | 2040 | 2189 | 2120 | 2117 | 2108 |
|               | 2013 | 2014 | 2015 | 2021 | 2022 | 2023 | 2024 |

1920-ban 2005 magyar lakosa volt. 2001-ben a település lakosságának 98%-a magyar, 2%-a cigány nemzetiségűnek vallotta magát.
A 2011-es népszámlálás során a lakosok 81,1%-a magyarnak, 2,7% cigánynak, 0,2% németnek, 0,3% románnak, 0,7% szlováknak mondta magát (18,9% nem nyilatkozott; a kettős identitások miatt a végösszeg nagyobb lehet 100%-nál). A vallási megoszlás a következő volt: római katolikus 51,8%, református 2,3%, evangélikus 3,5%, görögkatolikus 0,3%, felekezeten kívüli 6,7% (33,4% nem nyilatkozott).
2022-ben a lakosság 91,5%-a vallotta magát magyarnak, 2,8% cigánynak, 0,5% németnek, 0,3% szlováknak, 0,2% románnak, 0,1% ukránnak, 1,6% egyéb, nem hazai nemzetiségűnek (8,1% nem nyilatkozott; a kettős identitások miatt a végösszeg nagyobb lehet 100%-nál). Vallásuk szerint 42% volt római katolikus, 3,4% evangélikus, 2,9% református, 0,3% görög katolikus, 2,3% egyéb keresztény, 1,8% egyéb katolikus, 10,7% felekezeten kívüli (36,5% nem válaszolt).

## Nevezetességei
- Prónay-kastély (18. század, barokk)
- Háromnyílású kőhíd (18. század)
- Római katolikus templom (19. század, klasszicista)
- Laszkári-kúria (19. század eleje, klasszicista)
- Török mogyorófa (védett természeti érték)[16]
- Romhányi csata emlékműve: A falu szélén, a Szátokra vezető út bal oldalán lévő emlékparkban álló, 8 m magas, 1932-ben Magos (Munk) Dezső által készített obeliszk, tetején turulmadár, oldalán II. Rákóczi Ferenc és Károlyi Sándor (hadvezér) kuruc fővezér domborművű képmásai. A csatában elesett 93 svéd, lengyel és francia katonára emléktábla emlékeztet. A falu történetének legjelentősebb eseménye volt az 1710. január 22-i romhányi csata. Ez volt a Rákóczi-szabadságharc utolsó jelentősebb hadművelete.
- A településen áthalad az Országos Kéktúra
- Bereczki Máté-emlékmű
- 2016 óta nyaranta a Laszkári-kúria parkjában tartják meg a Pick Up Drive amerikai autós és rockabilly fesztivált.
- Vasútbarátok számára érdekes lehet a 2007 óta nem üzemelő egykori vasútállomás
- A községhatártól néhány száz méterre az országút mentén, de már Kétbodony területén található egy másik Rákóczi-emlékhely, egy közel életnagyságú, lovas kuruc katonát ábrázoló fafaragvánnyal.

## Itt született
- 1792-ben Bobor Károly, Torontál megye főorvosa és táblabírája.
- 1802-ben báró Andreánszky Sándor földbirtokos, politikus, főispán
- 1821-ben Prónay József politikus, államtitkár
- 1824-ben Bereczki Máté tudós, gyümölcstermesztő, a magyar gyümölcsészet atyja, a bajai Szakképző Iskola névadója
- 1874-ben Prónay Pál katonatiszt, lajtai bán, a fehérterror és a soproni népszavazás kiírásának az egyik vezéralakja
- 1927-ben Varga Ferenc (kajakozó) olimpikon, edző

## Itt éltek, alkottak
- Kollár József az egykori Romhányi Építési Kerámiagyár igazgatója
- Dr. Szabó István tanár, iskolaigazgató, a Romhány története című könyv szerzője

## Gazdaság
- Zalakerámia: csempegyártás
- Korall Csempe: csempegyártás
- Gammakerámia: csempegyártás

## Képek

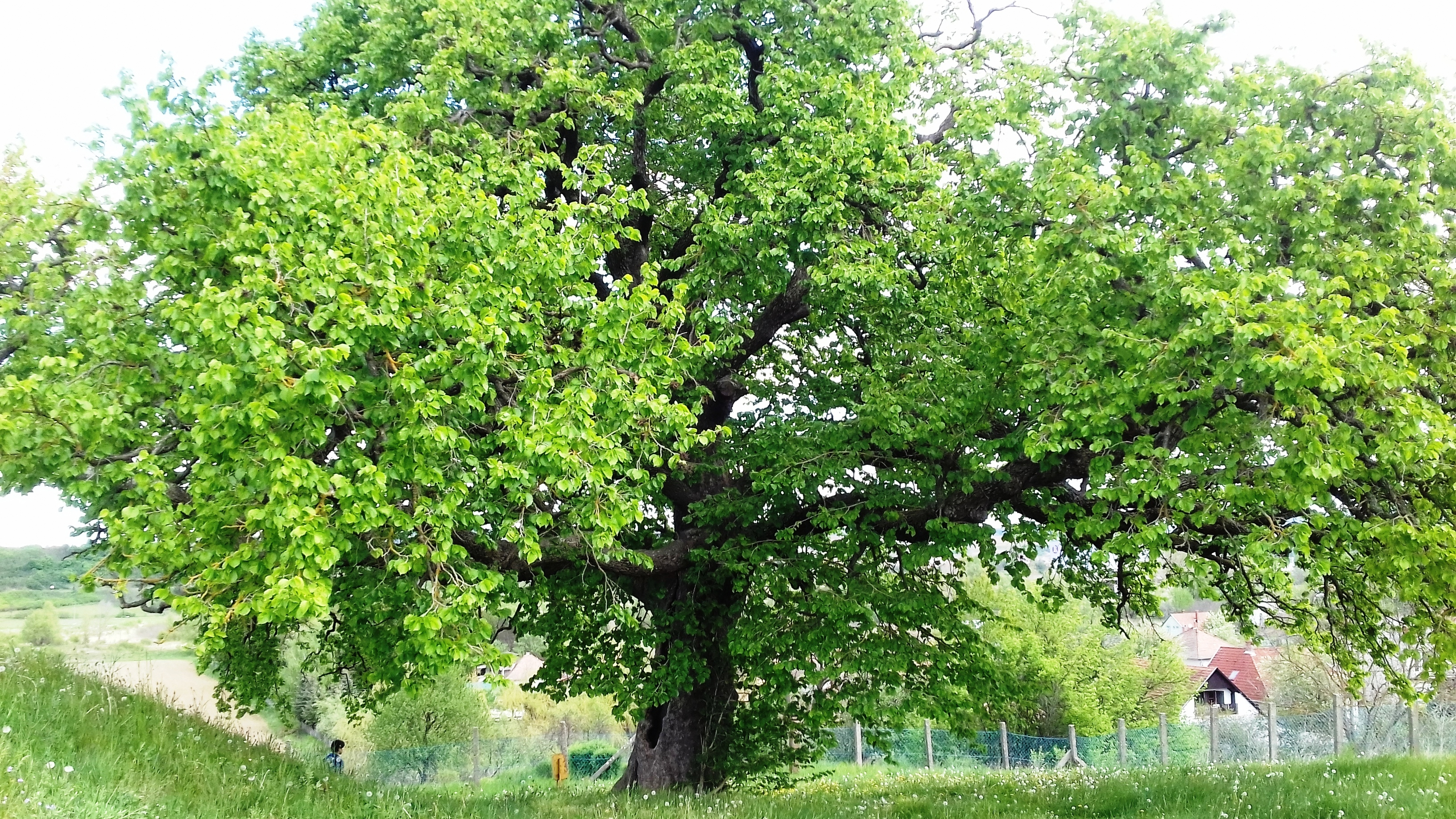
A hagyomány szerint 300 éves Rákóczi-féle török mogyorófa
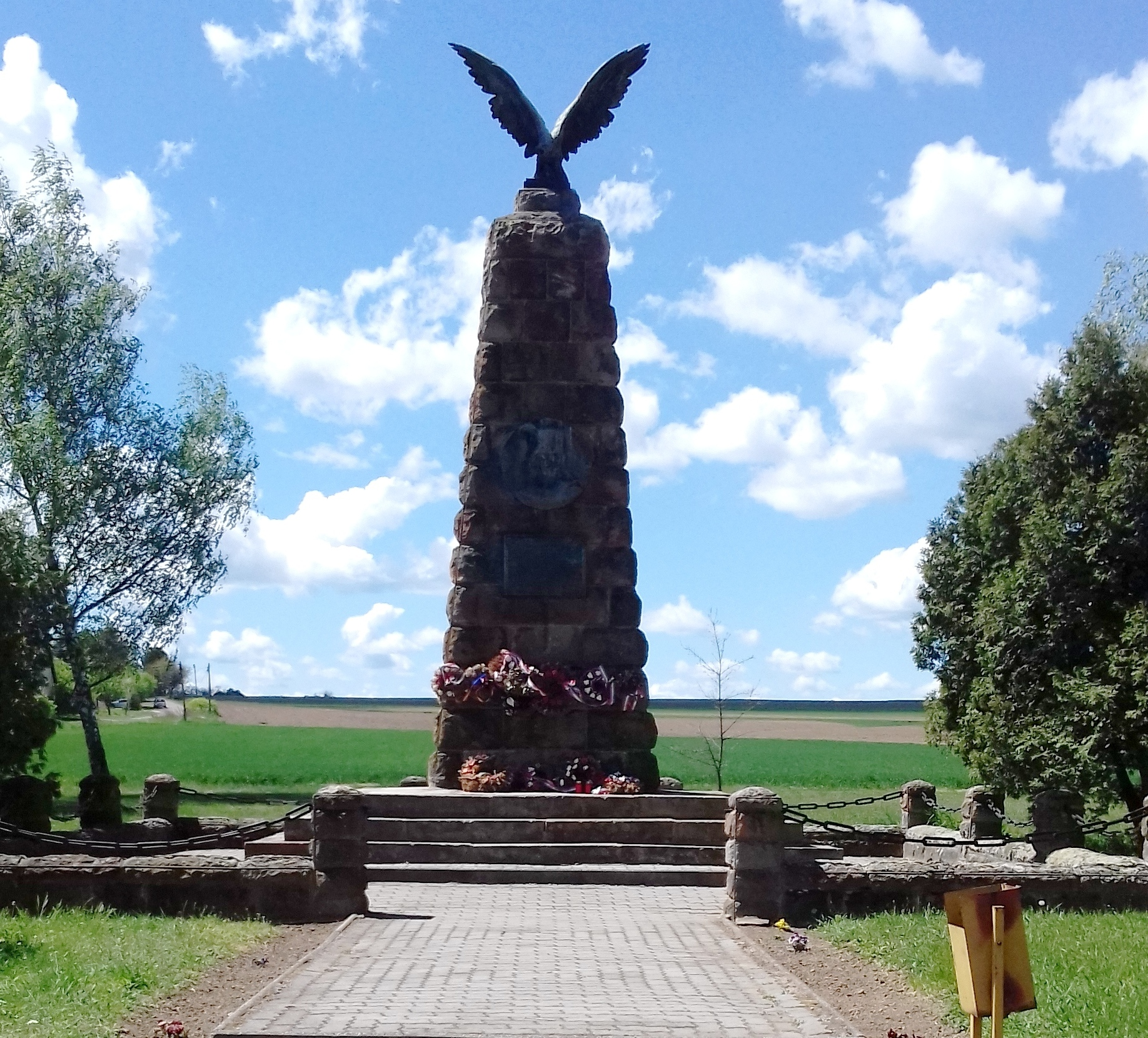
A romhányi csata emlékműve
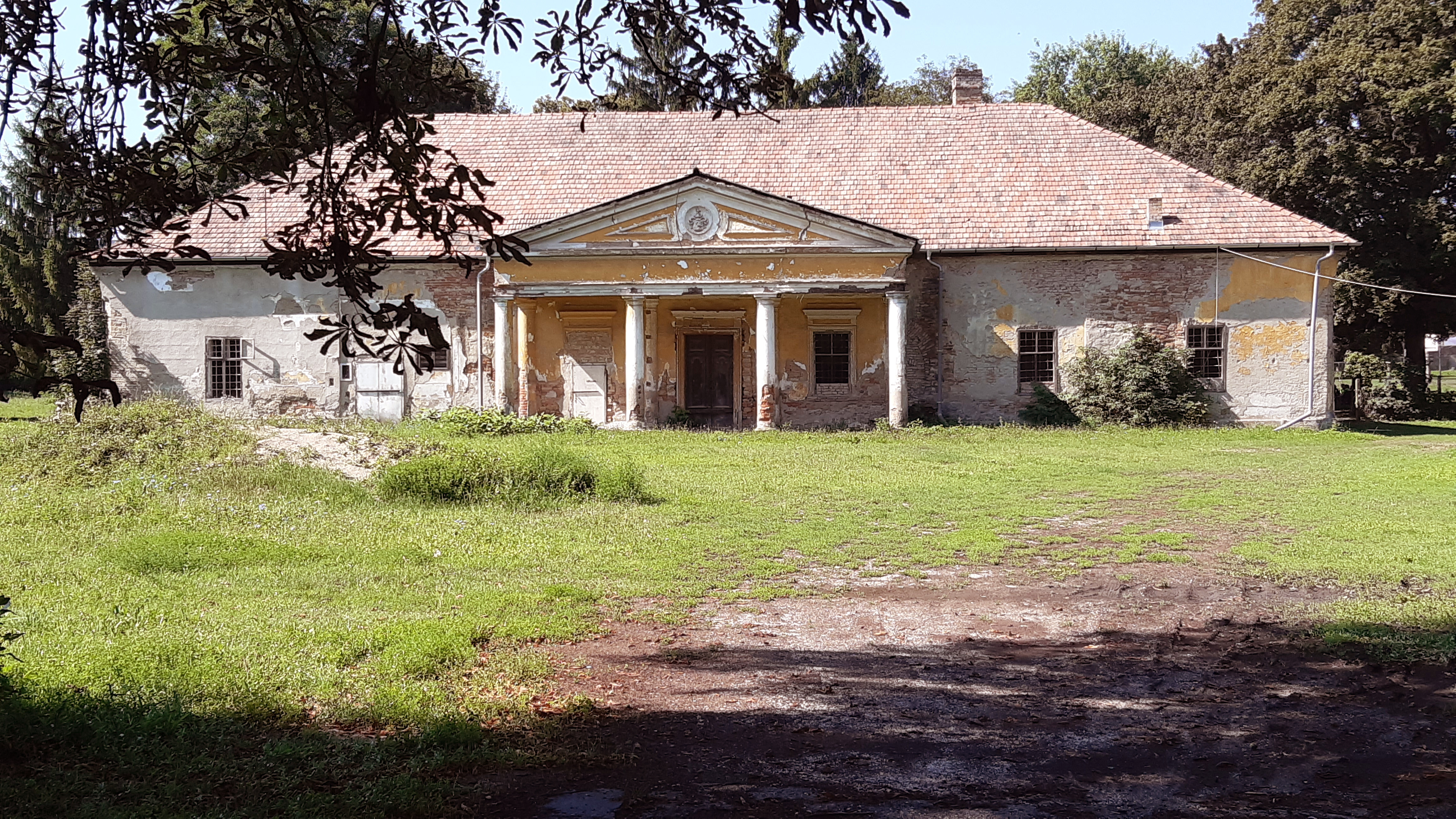
A Laszkári-kúria